# Vandenberg Space Force Base Space Launch and Landing Complex 4
Vandenberg Space Force Base Space Launch and Landing Complex 4 (SLC-4) is een van de lanceercomplexen van Vandenberg Space Force Base (tot mei 2021 een Air Force Base). Het complex wordt tegenwoordig gebruikt door ruimtevaartbedrijf SpaceX dat er niet alleen raketten lanceert, maar ook laat landen.

## Geschiedenis
Het complex werd in de jaren 1960 aangelegd als Lanceercomplex 2 van de Naval Missile Facility Point Arguello; een lanceerbasis van de United States Navy die daar tussen 1958 en 1964 was gevestigd. Doel was het lanceren van Atlas-Agena-raketten. Het complex bevatte zoals in die tijd gebruikelijk was twee lanceerplatforms; PALC2-3 en PALC2-4. "PALC" stond voor Point Arguello Launch Complex. Het hebben van twee platforms zorgde ervoor dat na een vernietigende raketexplosie de lanceeroperaties op het andere platform konden doorgaan. Vanaf PALC2-3 werden tussen 12 juli 1963 en 12 maart 1965 veertien Atlas LV3-Agena-D gelanceerd. Ondertussen werd het terrein overgedragen aan de United States Air Force en werd het bij van Vandenberg Air Force Base dat aan Point Arguello grensde gevoegd. Het platform werd na de laatste Atlaslancering aldaar verbouwd tot lanceerinstallatie voor de Titan IIIB (Titan III-Agena) en hernoemd tot Space Launch Complex 4W waarbij de "W" voor "west" staat.
De volgende varianten werden er gelanceerd:
- Titan IIIB (1966-1969, 22 keer)
- Titan III(23)B (1968-1971, negen keer)
- Titan III(33)B (1971-1973, drie keer)
- Titan III(24)B (1971-1984, 25 keer)
- Titan III(34)B (1976-1987, 10 keer)

Vanaf 1988 tot 2004 werden er dertien Titan II(23)G gelanceerd. Dit waren voormalige Titan II ICBM’s die voor de ruimtevaart waren aangepast en zo door de luchtmacht werden hergebruikt.
Vanaf platform PALC2-4 werden tussen 1964 en 1967 27 Atlas-Agena’s gelanceerd. Op dit platform ging het om de Atlas SLV3-Agena D-uitvoering.
Ook platform PALC2-4 werd verbouwd voor een telg uit de Titan III-reeks en hernoemd tot SLC-4E. Het zou de krachtiger Titan IIID zijn die er van 1971 tot 1982 22 keer zou worden gelanceerd. Deze werd daarop opgevolgd door de iets grotere Titan 34D die er tussen 1983 en 1988 zeven maal werd gelanceerd. Een van de twee mislukte vluchten ontplofte na 6 seconde boven platform 4E en neervallen brandend puin beschadigde de beide platforms. Na een verbouwing werd SLC-4E vanaf 1991 gebruikt voor 8 lanceringen van een Titan IV-A en vanaf 1999 voor 4 lanceringen van een Titan IV-B. Met de laatste lancering van een Titan IV-B kwam er op 19 oktober 2005 een einde aan de Titan-reeks.

### SpaceX

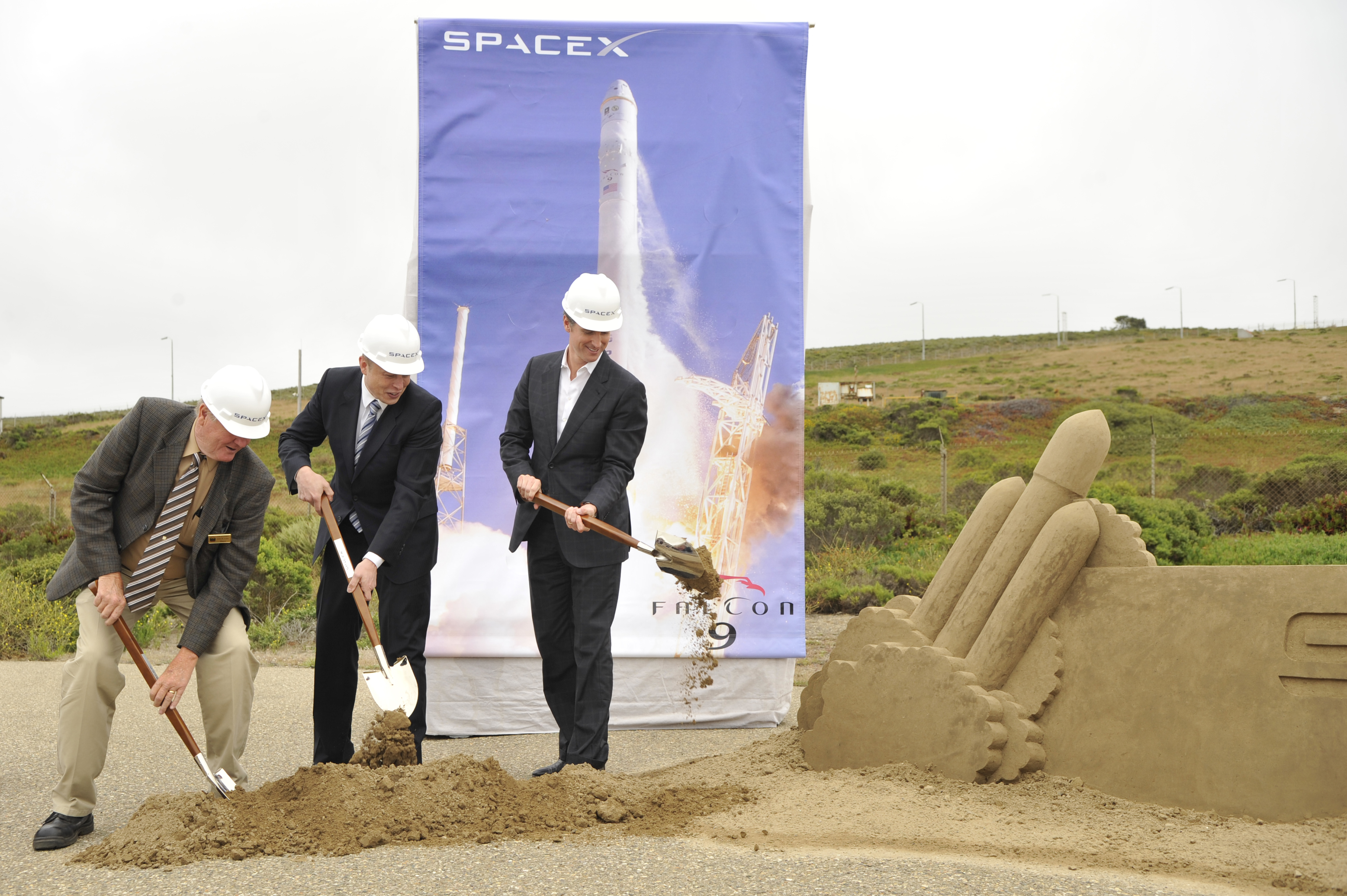
SpaceX stak een ceremoniële eerste spade in de grond op 14 juli 2011

SpaceX huurt sinds 2010 Lanceercomplex 4E. In 2011 werd begonnen met de verbouwing. Sinds 2013 lanceert SpaceX er Falcon 9 raketten. Een groot deel van de lanceerinstallatie werd zo gebouwd dat er na een simpele upgrade ook Falcon Heavy’s kunnen worden gelanceerd. Het complex werkt nog volgens SpaceX oudere systeem waarbij de Strongback (lanceertoren) twee minuten voor de lancering tien graden wordt weggetrokken en tijdens de lancering in die positie blijft. Het zogenaamde retraction frame dat SpaceX in Florida voor Falcon 9 lanceringen gebruikt vergt na een lancering minder reparatietijd dan dit, maar omdat er minder vaak gelanceerd wordt vanaf dit platform was zo’n korte tussentijd niet nodig. Ondanks het ontbreken van het retractionframe lanceert SpaceX anno 2024 drie a vier Falcon 9’s per maand vanaf dit platform. Het aantal lanceringen nam sterk toe in het kader van het Starlink-programma.
Platform 4W wordt sinds februari 2015 verhuurt aan SpaceX en werd in 2016 een landingscomplex waar de eerste trap van de Falcon 9 kan landen. In 2018 werd het landingsplatform voor het eerst gebruikt.
Vanaf Vandenberg wordt voornamelijk naar polaire banen om de Aarde gelanceerd, maar ook retrograde lanceringen zijn er mogelijk. SpaceX heeft echter ook een zuidoostelijk traject vanaf Vandenberg gebruikt. Voor sommige Starlink vluchten kon vanaf Vandenberg parallel aan de Californische en Mexicaanse kust worden gelanceerd onder een grote hoek. Doordat het Starlinkprogramma een groot aantal lanceringen vereist kon SpaceX zodoende de twee lanceerplatforms aan de Space Coast ontlasten. Sinds april 2023 huurt Spacex ook SLC-6 van Vandenberg SFB waar eveneens Falcon-raketten zullen worden gelanceerd.